# 孙辅智
孙辅智（1945年1月20日—），男，山西阳高人，中华人民共和国政治人物。

## 生平
1995年，担任中共大同市委常委、组织部长，同年11月任大同市委副书记。2000年2月，任中共大同市委副书记，大同市市长。